# ハイライト (たばこ)

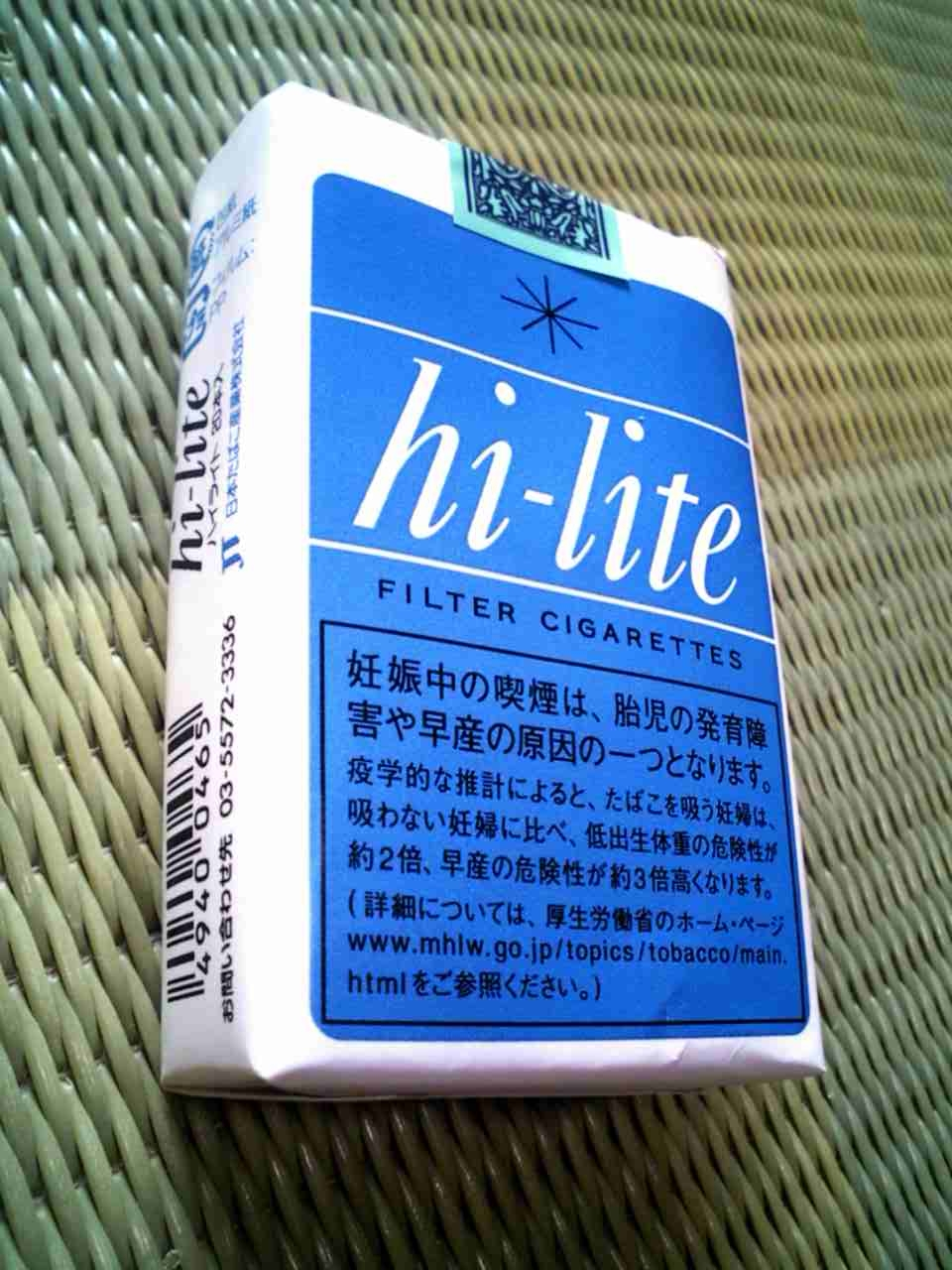
たばこ ハイライト 2007年9月12日

ハイライト（hi-lite）は、日本たばこ産業（JT）が製造・販売しているたばこの銘柄である。

## 概要
日本の大衆向けたばこの代表的な銘柄である。JTの前身である日本専売公社が1960年に発売して以来のロングセラー。
オリジナルのハイライトは2023年現在はタール17ミリグラム (mg)、ニコチン1.4mg。現行JT製たばこの中では重い部類に入る。香料にラム酒フレーバーを使用。
かつては非常に柔らかいフィルターが特徴だったが、2007年8月以降は消費者の意見に基づき硬いものへと変更された。なお、このフィルターはセブンスターのものと似ているが、流用ではない。

## 歴史
日本初のロングサイズ（80mm）のたばことして1960年に発売された。当初からフィルター付きでフィルムパッケージも施されており、一般の紙巻きたばこといえば両切のフィルターなしでセロハン包装が施されていない当時としては革新的な銘柄であった。
それまでの大衆たばこの定番だったフィルターなしの「しんせい」「いこい」に代わり、1960年代から1970年代にかけて日本での人気銘柄となった。
発売後20日で4億本も売れ、1968年には売り上げ世界第1位を記録するなど、発売当初から爆発的な人気を呼んだ銘柄だった。1960年代当時、日本専売公社内で行われた喫煙銘柄アンケートによると、職員に最も吸われていたのがハイライトだった。葉巻党で有名だった元内閣総理大臣・吉田茂（1967年没）も、晩年には葉巻よりは軽い味であるハイライトを吸っていたという。
歌謡曲でもハイライトは扱われ、井上順之『お世話になりました』、アリス『狂った果実』などの歌詞中に登場するなど高度経済成長期を象徴するアイテムであったことが窺える。しかし、その後、市場の嗜好はさらに軽い味のセブンスター系に移行し、2000年代以降の現在ではもっぱら高年齢層に好まれる銘柄となっている。
『太陽にほえろ!』の劇中、萩原健一演ずる早見淳：マカロニ刑事がハイライトを購入したり、嗜むシーンが見られた。
サザンオールスターズの桑田佳祐は禁煙に踏み切る前までハイライトを嗜んでいた。2013年にはシングル『ピースとハイライト』をリリースしている。
著名な紙巻きたばこの銘柄「マールボロ」の日本国内生産は、メーカーのフィリップモリスに対し、当時の専売公社がハイライトとの技術交換を提示して実現した。そのため、アメリカでフィリップモリスによりハイライトが発売されていた時期があった。

## 意匠・商品名
hi-liteと言うのは俗語で、「陽の当たる場所」という意味。また、ロングサイズで当時最もタールが軽いたばこであったので、high（長い）-light（軽い）という造語にしたという説もあるが、当時の専売公社のパンフレットから見るに前者が正しい。
発売以来続くパッケージはコバルトブルーの地にhi-liteの白文字、上部には黒線8本が放射状にデザインされている。このブルーはハイライトブルーとも称された。デザインコンペにて選ばれたものであり、デザインしたのはのちに著名なイラストレーターとなった和田誠で、彼が青年時代に手がけたモダン・デザインの代表作とされる。その後、企業や政府の宣伝広告（広告付きたばこ）、観光地や祭りなどの内容（観光たばこ）を配したパッケージも登場した。
1960年代は後年に比べ喫煙率が高かったこともあり、ハイライトのパッケージは大衆に馴染み深いもので、ここから配色を着想したという事例も伝えられている。
- 1964年10月開業の東海道新幹線0系電車の車体色は、当時、配色に頭を悩ませていた国鉄職員が、会議室でハイライトの箱を見て決めたという[4]。
- 同年12月開業の営団地下鉄（現・東京メトロ）東西線のラインカラー（路線色）・スカイブルーも、当時の理事の指示によりハイライトの色から取られたと伝えられる[5]。
- 越後交通の路線バスの旧塗色は、白地に青基調のカラーリングから、社内外で「ハイライトカラー」と呼ばれている[6]。

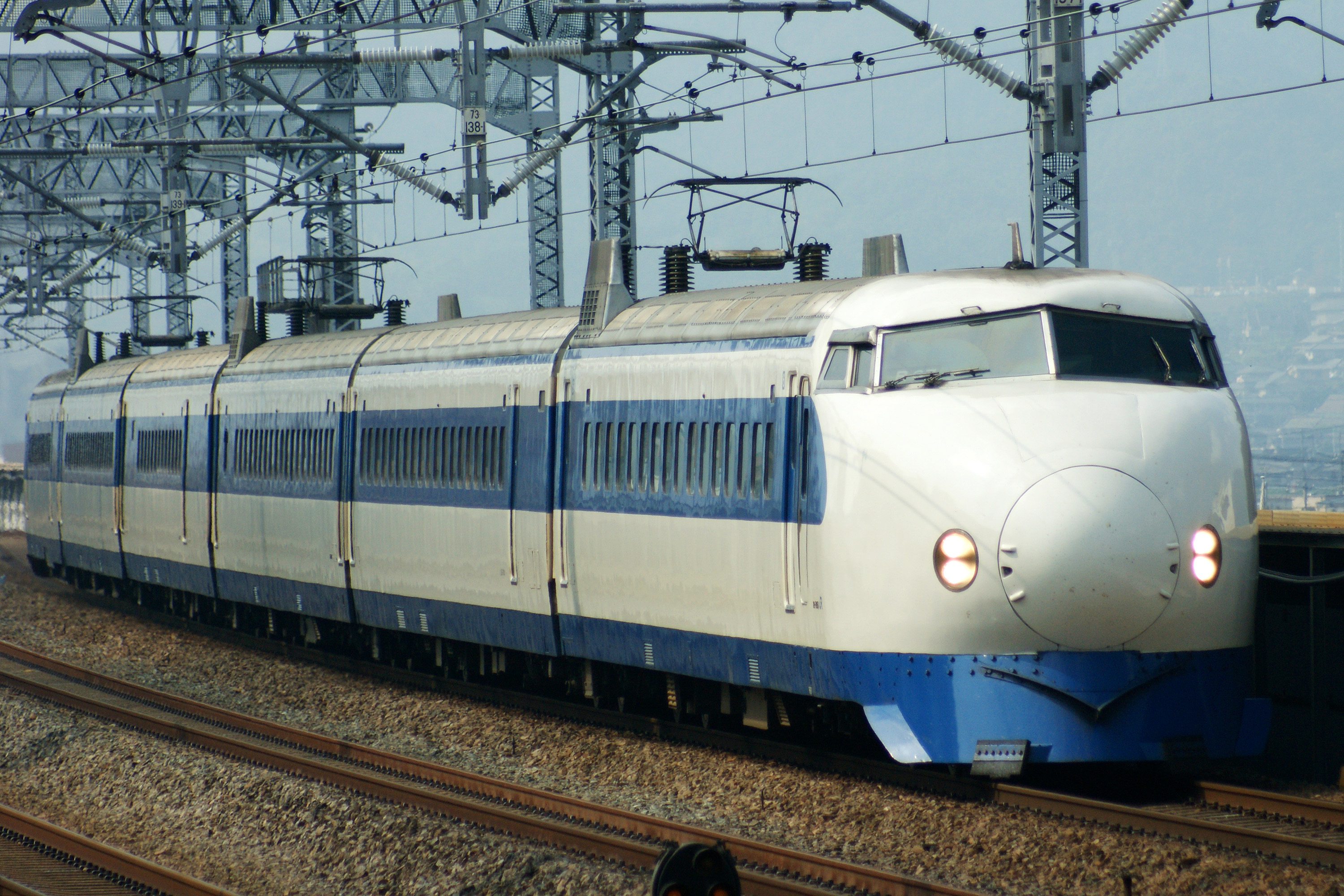
新幹線0系電車
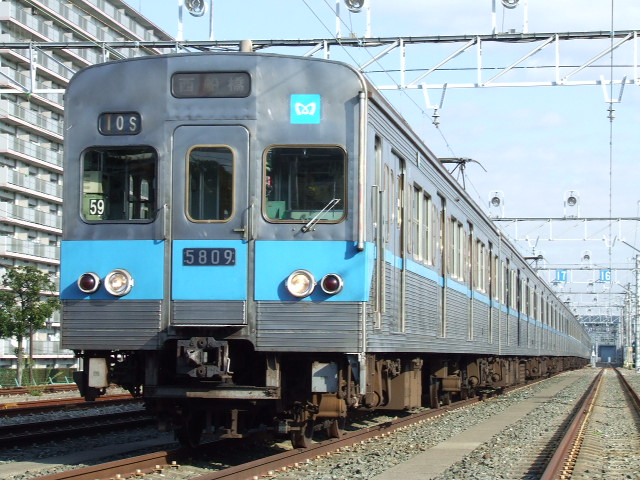
営団地下鉄（東京メトロ）東西線5000系ステンレス車両
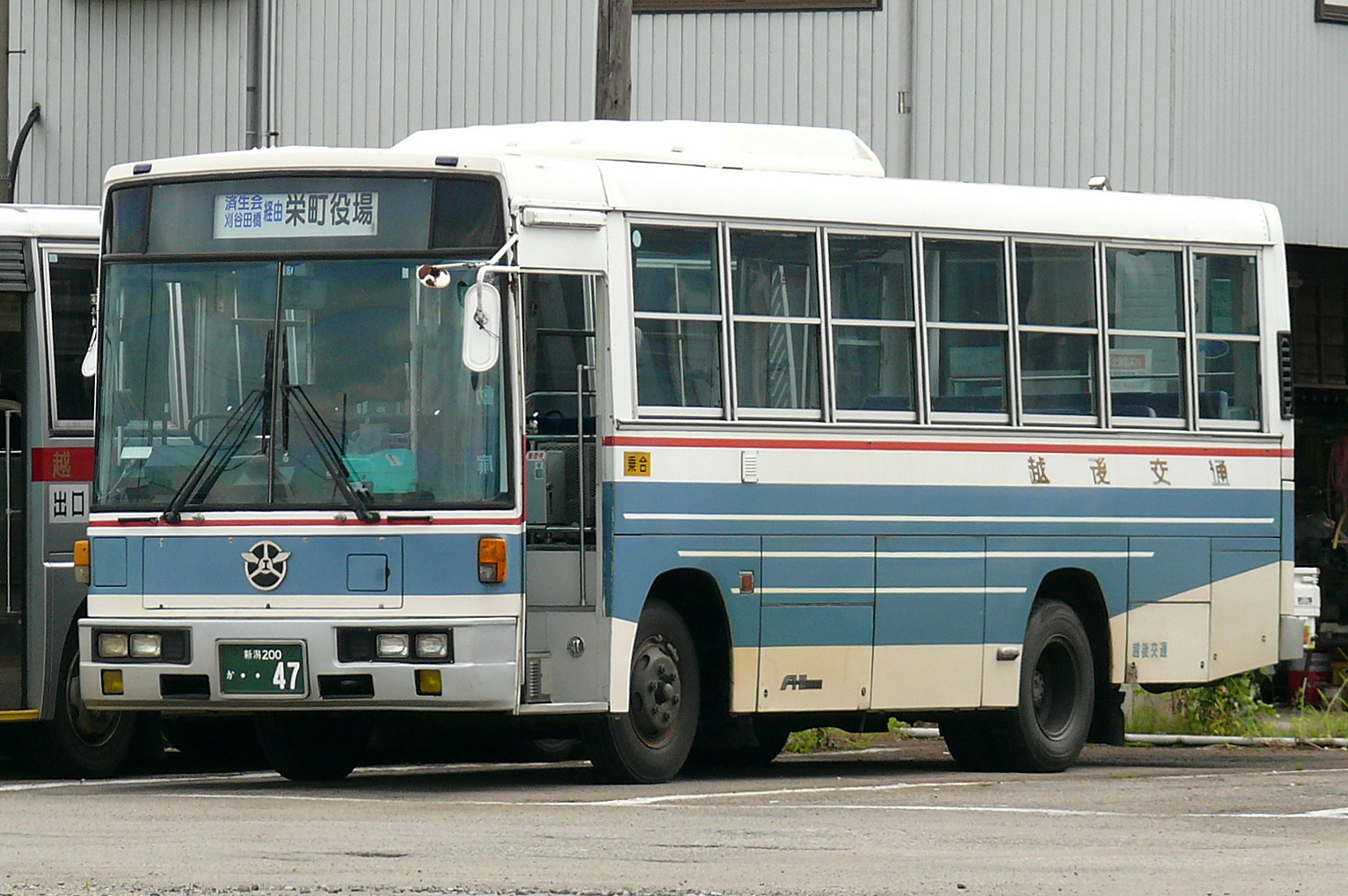
越後交通の路線バス旧塗色（ハイライトカラー）

また物の大きさを示す際にも、1970年代まで「ハイライト」を横に置き比較対象とする例が多くみられた。

## 歴史・変遷
- 1960年（昭和35年）6月20日 - ハイライト発売。70円[1]。
  - ハイライトの製造が世界第1位になる。
- 1965年（昭和40年） - ハイライトの銘柄別販売数量が国内第1位になる[7]。
- 1967年（昭和42年） - ハイライトの売上が世界第1位になる[7]。
- 1968年（昭和43年）5月1日 - 80円へ値上げ[8]。
- 1972年（昭和47年） - パッケージの側面に「健康のため吸いすぎに注意しましょう」という注意文言が入る[9]。
- 1974年（昭和49年） - 当時の計測で、タール20mg、ニコチン1.6mg。
- 1975年（昭和50年） - タール19mg、ニコチン1.5mgに変更。
  - 12月18日 - 120円へ値上げ[8]。
- 1980年（昭和55年）4月22日 - 150円へ値上げ[8]。
- 1983年（昭和58年）5月1日 - 170円へ値上げ[8]。
- 1985年（昭和60年） - 日本専売公社が民営化し日本たばこ産業株式会社へ改組。
- 1986年（昭和61年）5月1日 - たばこ消費税増税にて、200円へ値上げ[8]。
- 1990年（平成2年） - パッケージ側面の注意文言が「あなたの健康を損なうおそれがありますので吸いすぎに注意しましょう 喫煙マナーをまもりましょう」へ変更[10]。
- 1993年（平成5年）
  - 8月1日 - 製造コスト上昇のため220円へ値上げ[11]。
  - 11月 - 製品規格変更により巻長がロングサイズ（80mm）からキングサイズ（85mm）になる[11]。
- 1997年（平成9年） 4月1日 - 消費税増税にて、230円へ値上げ[8]。
- 1998年（平成10年）12月1日 - たばこ特別税施行にて250円へ値上げ[8]。
- 2001年（平成13年） - 国内煙草販売実績上位20銘柄でランキング15位[12]。
- 2002年（平成14年） - 国内煙草販売実績上位20銘柄でランキング16位[12]。
- 2003年（平成15年） - 国内煙草販売実績上位20銘柄でランキング19位[12]。
  - 7月1日 - たばこ税増税にて270円へ価格改定[8]。
- 2004年（平成16年）
  - 1月7日 - ラム酒フレーバーとメンソール感を両立した「ハイライト・メンソール」を発売[13]。
  - 国内上位20銘柄から姿を消す[12]。
  - たばこ事業法第39条により注意文言を改定。それに伴いハイライトブルーと称されていたパッケージ色が薄くなる。
- 2006年（平成18年）7月1日 - たばこ税増税に際して1本1円値上し、290円に価格改定される。
- 2010年（平成22年）10月1日 - たばこ税増税にて、410円へ価格改定。
- 2012年（平成24年）5月14日 - 稲妻を思わせる強いメンソール感を実現した「ハイライト・イナズマ・メンソール（8mg/1mg）」を発売[14]。
- 2014年（平成26年）4月1日 - 消費税増税にて、420円へ価格改定。
- 2018年（平成30年）10月1日 -たばこ税増税にて、450円へ価格改定。
- 2019年（令和元年）10月1日 - 消費税増税にて他銘柄の価格が改定される中、ハイライトの価格は450円に据え置き。
- 2020年（令和2年）10月1日 - たばこ税増税にて、490円へ価格改定。
- 2021年（令和3年）10月1日 - たばこ税増税にて、520円へ価格改定。

## 製品一覧

### 現行販売製品
日本以外では、アラブ首長国連邦において『ハイライト・スペシャル（タール6mg/ニコチン0.5mg）』というトルコ製のアメリカンブレンド製品が販売されている。